# Alpha Acosta
Alpha Acosta  (Colima, Mexikó, 1973. január 21. –) mexikói színésznő.

## Élete és pályafutása
1973. január 21-én született Colimában. Karrierjét 1993-ban kezdte. 1994-ben szerepet kapott a Prisionera de amorban. 1995-ben főszerepet játszott a Morelia című telenovellában Arturo Peniche oldalán. 2004-ben Consuelo szerepét játszotta A kertész lánya című sorozatban.

## Filmográfia

### Telenovellák
- La Impostora (2014) .... Valentina Altamira / Leticia Rodríguez
- La hija del mariachi (2006-2007) .... Teniente Guadalupe Morales
- A kertész lánya (La hija del jardinero) (2004) ... Consuelo Álcantara de Sotomayor
- Cara o cruz (2001-2002) .... Cony
- Romántica obsesión (1999-2000) .... Tamara
- Los hijos de nadie (1997) .... Verónica
- Morelia (1995-1996) .... Morelia Solorzano Rios Montero Iturbide / Amanda Weiss
- Prisionera de amor (1994) .... Mariana
- Tenías que ser tú (1993) .... Roxana

### Filmek és programok
- Televiteatros (1993)
- Dias de combate (1994)
- Cilantro y perejil (1995)
- ¿Qué nos pasa? (1998)
- La migra (1995)
- Todos los días son tuyos (2007)
- Cercanía (2008)
- La mala luz (2012)